# The Frajle
Фрајле (често стилизовано као The Frajle) је трочлани женски акустични бенд из Новог Сада. Чланице бенда су Наташа Михајловић, Невена Буча и Јелена Буча. Од настанка до 2021. године бенд је био четворочлани, када је Марија Мирковић објавила да се због приватних обавеза повлачи из бенда.

## Оснивање
Бенд је основан је у лето 2009, а назван је Фрајле како би се нагласили њихови војвођански корени и порекло.

## Издања
The Frajle су објавиле шест студијских албума, од чега је први ауторски материјал „Наш први албум са путовања” (издање: ПГП РТС у Србији, Акваријус рекордс у Хрватској, Хајат у БиХ) познат по првом синглу и споту за песму „Ich liebe Dich” који је краткометражни филм о љубави који садржи елементе кабареа. Други сингл „Штиклице”, објављен је почетком јула 2011. године, а песма „Фина”, освојила је радио станице и наговестила велики успех целокупног албума. Иста песма је екранизована и потом је на MTV Топ листи освојила прво место. У сарадњи са DJ Gramophonedzie, песма „Паре воле ме”, добила је ремикс верзију и спот који је такође доспео на чело MTV Тoп листе, те заједно са спотом „Фина”, освојио MTV Play Awards 2014. године.
Друго издање, ЕП „А страна љубави”, објављено је у пролеће 2014. године у сарадњи са истим издавачима. Две песме са овог издања имале су запажене видео спотове: „Кад се љубимо” и „За краj”'. Овим издањем, Фрајле су потврдиле да успех првог албума није био случајан. На издању су сарађивале са продуцентима као што су Војислав Аралица, Мањифико, Анте Гело, чији су приступи додатно оснажили вредност пројекта.
Треће издање „Б страна љубави” је изашло 2015. године. На албуму се налази песма „Имала је лијепу рупицу на бради”, која је у извођењу Фрајли добила нову и интересантну интерпретацију. Ауторска песма „Сарајево” је хит у ком је Сарајево опевано и описано као град у који се свако увек радо враћа. Најавни сингл „Мењам дане”, је у врло кратком року постао хит лета. На албуму се такође нашла обрада песме „Во коси да ти спијам” Тошета Проеског. На албуму се налази и песма „Луда за тобом”, а у верзији на француском језику гостује светски познати гитаристички виртуоз Сточело Розенберг. Осим наведених песама, на албуму има још ауторских песама „Тајна”, „Зашто љубав мора да се крије”, „Моли ме моли”, које доносе ново рухо Фрајли, али и задржавају оно по чему су постале познате, слушане на радио станицама.
Четврти албум „Љубав на дар” је колаж прича о љубави као вечитој инспирацији. Истакле су се песме „Љубав на дар”, „Пекар”, „Ма дај лутко”, „Не иди” и „Крени за мном”. Хрватска певачица Вана се по први пут као аутор песме за друге појављује управо на овом албуму (песма „Не иди”). Међу ауторима, на албуму се појављују и Алка Вуица и Владимир Узелац. Шест продуцената на овом албуму узима продуцентску палицу и то су Војислав Аралица, Никша Братош, Анте Гело, Федор Боић, Д. Брнас Фудо и Филип Гјуд.
Поред ауторских песама, Фрајле су су познате и по обрадама. На овом албуму, публика има прилику да чује њихову обраду песме „Два зрна грожђа” (Магазин) и хита из 80-их под називом „Земља плеше” (Видеосекс).
Следећи албум је објављен 2018. године за Croatia Records и на њему су 18 песама уживо снимљених, док су 2019. године објавиле свој последњи албум за истог издавача са десет нових песама.
Почетком јуна 2021. године су објавиле песму коју су посветиле свом музичком узору, преминулом Ђорђу Балашевићу.

## Стил
Чланице бенда имају оригинални, архаични стил облачења.
Музички критичари њихов музички стил називају „војвођанским тангом” и „женским бећарцем”.

## Чланице
- Јелена Буча — Фрајла Јела (Кљајићево, 9. септембар 1981), дипломирани еколог.
- Невена Буча — Фрајла Нена (Кљајићево, 16. новембар 1978), дипломирани психолог. Свира гитару од своје једанаесте године. Са сестром Јеленом се опробала и као глумица у првом српском циганском мјузиклу.
- Наташа Михајловић — Фрајла Ната (3. фебруар 1979), професорка француског језика.

## Албуми
- 2012: Наш први албум са путовања
- 2014: Страна А љубави
- 2015: Страна Б љубави
- 2017: Љубав на дар
- 2018: The Frajle live
- 2019: Обрадуј ме
- 2022: Поздрав из Новог Сада лајв
- 2024: Дневник душе

## Синглови
- 2010:
- 2011: Штиклице
- 2012: Фина
- 2021: Панонском морнару
- 2021: Тамбураши
- 2024: Пријатељ (са Лука Баси, Сергеј Ћетковић, Сања Долежал, Лозано и Ади Шоше)

## Концерти и награде
Фрајле годинама наступају по земљама бивше СФРЈ. Такође су одржале концерте у САД, Аустрији, Белгији, Холандији, Мађарској, Канади, Француској и другим земљама. Поред концерата на трговима и у позоришним дворанама, Фрајле су наступале и на другим местима — у авиону на 10.000 метара, у Европском парламенту у Бриселу, болници, манастиру, дечијем вртићу, излогу, итд.
Освојиле су бројне награде међу којима су две MTV награде (MTV Gold Award) за спот Фина и спот Паре воле ме — ремикс DJ Gramophonedzie, Оскар популарности за најпродаванији албум, Оскар популарности за најбољу поп групу, Руњићев галеб за допринос у музици, NAXI Радио награду за најслушанију песму, Златна Бубамара за балканску групу године, награда Good Feeling, затим, Hello награда за хуманост и још низ различитих награда и признања од стране публике, медија, колега и критичара.

## Хуманитарни рад
Фрајле се редовно одазивају на хуманитарне концерте и догађаје, па су својим ангажманом помогле успешност бројних хуманитарних пројеката дуж региона. Активно учествују у два велика хуманитарна пројекта, у Хрватској за Удругу „Све за њу” — подршка женама оболелим од рака дојке, затим, у Србији за Покрет за женску кошарку — Марина Маљковић, која помаже развој и образовање младих спортиста. Међу бројним хуманитарним концертима посебно се истичу: Концерт за децу оболелу од Батенове болести, акција Очистимо Србију, Фестивал женског спорта, Пројекат помоћи деци са Косова, Хуманитарни концерт у музичкој школи у Сомбору „Петар Коњовић”, акција Девојка која воли живот, концерт за децу оболелу од рака „Нурдор”, акција дрогерије „ДМ” за центар Живети усправно, за фондацију Фондација Наташа Ковачевић као и Спортске игре младих.

## Фестивали

### Руњићеве вечери,Сплит
- Недостајеш ми ти, 2012
- Нашој љубави је крај / Мени требаш ти, Златни галеб, 2013
- Имала је лијепу рупицу на бради, 2014

### Радијски фестивал, Србија
- Паре воле ме, 2013

### Пролеће у Београду
- Ко се то мени заљубио, друго место, 2014

### Далматинска шансона,Шибеник
- Ich liebe dich (Вече интернационалне музике), 2014
- Мењам дане / Имала је лијепу рупицу на бради (Вече интернационалне музике), 2015

### CMC festival,Водице
- Злато, 2019
- Гледај ме у очи (са Миом Димшић), 2020
- Босонога, 2024
- Ја се мору молим, 2025

### Сплит
- Ноћас си моје вино, 2019
- Воли ме годинама, награда за интерпретацију, 2020

### Макфест, Штип
- Не и признавај, 2019

## Награде и номинације
| Година | Награда                 | Категорија | Рад       | Исход     | Реф.          |
| ------ | ----------------------- | ---------- | --------- | --------- | ------------- |
| 2023.  | Песма за Евровизију ’23 |            | Нека нека | 13. место | [ 12 ] [ 13 ] |